# Świętosław (województwo zachodniopomorskie)
Świętosław – wieś w Polsce położona w województwie zachodniopomorskim, w powiecie wałeckim, w gminie Wałcz.
W latach 1975–1998 miejscowość położona była w województwie pilskim.